# 12999 Toruń
12999 Toruń este un asteroid din centura principală, descoperit pe 30 august 1981, de Edward Bowell.